# Ryota Aoki (fotbollsspelare född 1996)
Ryota Aoki (青木 亮太 Aoki Ryota?), född 6 mars 1996 i Tokyo prefektur, är en japansk fotbollsspelare.
Aoki började sin karriär 2014 i Nagoya Grampus.